# Roestelia sikangensis
Roestelia sikangensis är en svampart som först beskrevs av Franz Petrak, och fick sitt nu gällande namn av Jørst. 1959. Roestelia sikangensis ingår i släktet Roestelia och familjen Pucciniaceae.   Inga underarter finns listade i Catalogue of Life.